# يافو داميانوفيتش
يافو داميانوفيتش مواليد 24 ديسمبر 1996 في نيكشيتش، الجبل الأسود، هو لاعب كرة يد قطري مونتينيغري يلعب كظهير أيسر. مثل منتخب قطر لكرة اليد. حقق المركز الثاني في بطولة العالم لكرة اليد للرجال 2015.

## الميداليات
| الميدالية | المسابقة                           |
| --------- | ---------------------------------- |
| فضية      | بطولة العالم لكرة اليد للرجال 2015 |

## روابط خارجية
- يافو داميانوفيتش على موقع الاتحاد الدولي لكرة اليد (الإنجليزية)
- يافو داميانوفيتش على موقع الاتحاد الأوروبي لكرة اليد (الإنجليزية)
- يافو داميانوفيتش على موقع الاتحاد الفرنسي لكرة اليد (الفرنسية)
- يافو داميانوفيتش على موقع أوليمبيديا (الإنجليزية)